# Hella Good
Hella Good è una canzone di rock elettronico del gruppo musicale californiano No Doubt, pubblicata come secondo singolo dall'album Rock Steady del 2001.

## Il brano
La canzone è stata scritta da Gwen Stefani, Pharrell Williams, Chad Hugo e Tony Kanal; prodotta da Nellee Hooper e No Doubt; registrata da Greg Collins e mixata da Mark "Spike" Stent.
La parola "hella" è un'espressione colloquiale adottata nelle parti della San Francisco Bay Area e in altre zone della California ed significa "molto".
La sonorità funk del pezzo è basata sul brano dei Queen Another One Bites the Dust, mentre il timbro delle tastiere elettroniche è chiaramente ispirato a quello di Deeper Underground dei Jamiroquai.
Nel 2003 Hella Good è stata in nomination nella categoria "miglior canzone dance" ai Grammy Awards. Ha vinto invece il riconoscimento come "miglior remix" la versione di Hella Good remixata da Roger Sanchez.

## Il video
Il videoclip del brano è stato diretto da Mark Romanek ed è realizzato in bianco e nero. Il video è stato girato a Long Beach (California), escluse le scene all'interno della nave, realizzate in un set presso il South Bay Studio.

## Tracce
1. Hella Good (album version) – 4:04
2. Hey Baby (Stank Remix) – 4:07
3. Hey Baby (Kelly G's Bumpin' Baby Club Mix) – 4:13
4. Hella Good (video) – 4:02

## Classifiche
| Chart (2002)                             | Peak position |
| ---------------------------------------- | ------------- |
| Australian Singles Chart                 | 8             |
| Austrian Singles Chart                   | 44            |
| Canadian Singles Chart                   | 26            |
| Italian Singles Chart                    | 27            |
| New Zealand Singles Chart                | 17            |
| Swiss Singles Chart                      | 78            |
| U.S. Billboard Hot 100                   | 13            |
| U.S. Billboard Adult Top 40              | 9             |
| U.S. Billboard Hot Dance Music/Club Play | 1             |
| U.S. Billboard Rhythmic Top 40           | 29            |
| U.S. Billboard Top 40 Adult Recurrents   | 3             |
| U.S. Billboard Top 40 Mainstream         | 3             |
| U.S. Billboard Top 40 Tracks             | 9             |

## Formazione
- Gwen Stefani – voce
- Tom Dumont – chitarra, tastiere
- Tony Kanal – basso
- Adrian Young – batteria, percussioni